# Giuseppe Finzi (letterato)
Giuseppe Finzi (Busseto, 1852 – 1922) è stato un letterato italiano.

## Biografia
Si addottorò in filosofia alla Regia Università di Padova e insegnò letteratura, storia e geografia in diversi licei del regno, quindi divenne anche docente universitario a Napoli. Fu autore, per l'editore Tedeschi prima e Loescher poi, di un manuale di letteratura italiana che ebbe larga diffusione e di una encomiata antologia di prose e poesie classiche e moderne. Altre opere: Note critiche sopra i canti di G Leopardi, Alla mia Filatrice, La scienza e la vita, L'asino nella leggenda e nella letteratura, Della presente letteratura in Italia, Saggi danteschi, Fantasmi (odi e sonetti), Novelle di autori classici, Sommario di storia della letteratura italiana, Dizionario di citazioni. Fu inoltre direttore della rivista Biblioteca delle Scuole Italiane. Secondo quanto riporta Angelo De Gubernatis fu un «chiaro letterato».